# Никитушкин, Алексей Константинович
Алексей Константинович Никитушкин (10 июля 1952, Москва — 1995) — советский хоккеист, защитник. Мастер спорта СССР.

## Биография
Воспитанник ЦСКА. В сезоне 1969/70 играл в классе «Б» за «Вымпел» Междуреченск. В следующем сезоне провёл 10 или 11 матчей за ЦСКА в чемпионате СССР. Сезон 1971/72 отыграл в «Звезде» Чебаркуль. После сезона 1972/73 в московском «Спартаке» завершил карьеру.
Чемпион Европы среди юниорских команд 1971.
Скончался в 1995 году. Похоронен на Калитниковском кладбище (Москва).